# Vendeuvre-sur-Barse
Vendeuvre-sur-Barse là một xã trong tỉnh Aube, thuộc vùng Grand Est của nước Pháp, có dân số là 2623 người (thời điểm 1999).

## Thông tin nhân khẩu
| 1962 | 1968 | 1975 | 1982 | 1990 | 1999 |
| ---- | ---- | ---- | ---- | ---- | ---- |
| 1803 | 1821 | 2613 | 2940 | 2793 | 2623 |